# Den vyborov
Den vyborov (russisk: День выборов) er en russisk spillefilm fra 2007 af Oleg Fomin.

## Medvirkende
- Kamil Larin som Kamil
- Rostislav Hait som Slava
- Aleksandr Demidov som Sasja
- Leonid Barats som Alex